# Aurora Cars
Aurora Cars war ein kanadischer Hersteller von Automobilen.

## Unternehmensgeschichte
Das Unternehmen aus Richmond Hill begann 1977 mit der Produktion von Automobilen und Kit Cars. Der Markenname lautete Aurora. Die Produktion endete je nach Quelle etwa 1980 oder etwa 1988.

## Fahrzeuge
Das einzige Modell war die Nachbildung des AC Cobra der schmalen Ausführung 289. Ein Spaceframe-Rahmen bildete die Basis. Darauf wurde eine offene zweisitzige Karosserie aus Fiberglas montiert. Ein V8-Motor von Ford mit 5000 cm³ Hubraum trieb die Fahrzeuge an. Viergang-, Fünfganggetriebe und Automatikgetriebe standen zur Wahl.